# New York Nets 1974-1975
La stagione 1974-75 dei New York Nets fu l'8ª nella ABA per la franchigia.
I New York Nets vinsero la Eastern Division con un record di 58-26. Nei play-off, dopo aver perso la partita di tie-breaker con i Kentucky Colonels, persero la semifinale di division con gli Spirits of St. Louis (4-1).

## Roster
| N° | Naz.                   | Ruolo | Sportivo         | Anno | Alt. | Peso |
| -- | ---------------------- | ----- | ---------------- | ---- | ---- | ---- |
| 4  | Stati Uniti (bandiera) | A     | Wendell Ladner   | 1948 | 196  | 100  |
| 5  | Stati Uniti (bandiera) | AC    | Billy Paultz     | 1948 | 211  | 107  |
| 12 | Stati Uniti (bandiera) | G     | Mike Gale        | 1950 | 193  | 84   |
| 14 | Stati Uniti (bandiera) | G     | Brian Taylor     | 1951 | 188  | 84   |
| 15 | Stati Uniti (bandiera) | A     | Billy Schaeffer  | 1951 | 196  | 91   |
| 22 | Stati Uniti (bandiera) | A     | Ed Manning       | 1944 | 201  | 95   |
| 23 | Stati Uniti (bandiera) | G     | John Williamson  | 1951 | 188  | 84   |
| 25 | Stati Uniti (bandiera) | G     | Bill Melchionni  | 1944 | 185  | 75   |
| 30 | Stati Uniti (bandiera) | G     | Al Skinner       | 1952 | 191  | 86   |
| 32 | Stati Uniti (bandiera) | GA    | Julius Erving    | 1950 | 198  | 91   |
| 35 | Stati Uniti (bandiera) | A     | Larry Kenon      | 1952 | 206  | 93   |
| 40 | Stati Uniti (bandiera) | AC    | Willie Sojourner | 1948 | 203  | 102  |

## Staff tecnico
- Allenatore: Kevin Loughery
- Vice-allenatore: Rod Thorn